# Sjelle Sogn
Sjelle Sogn er et sogn i Skanderborg Provsti (Århus Stift).
I 1800-tallet var Skjørring Sogn anneks til Sjelle Sogn. Begge sogne hørte til Framlev Herred i Aarhus Amt. Sjelle-Skjørring sognekommune blev ved kommunalreformen i 1970 indlemmet i Galten Kommune, som ved strukturreformen i 2007 indgik i Skanderborg Kommune.
I Sjelle Sogn ligger Sjelle Kirke.

## Sjelle-stenen
I gulvet af den romanske kirke har der ligget en stor runesten, der nu står i våbenhuset og er blevet kaldt Svend Feldings ligsten. I bredere kredse kendes den som Sjelle-stenen og bør ikke forveksles med Sjellebrostenen, der ligger lidt syd for Randers. Sjelle-stenen har en ansigtsmaske foroven og bærer teksten: "Frøstn satte denne sten efter sin lagsmand Gyrd, Sigvalds broder --- Tvegges(?) -- på -- ed".

## Stednavne
I Sjelle Sogn findes følgende autoriserede stednavne:
- Kobbelled Bakke (areal)
- Sjelle (bebyggelse, ejerlav)
- Sjelle Mark (bebyggelse)
- Sjelleskov (bebyggelse)
- Wedelslund (ejerlav, landbrugsejendom) – tidligere kaldt Sjelleskovgaard

### Wedelslund Øvre Mølle
Ifølge Pontoppidan var der ved Sjelleskovgård en mølle som kaldtes Skovgårds Mølle. 
Den lå i Wedelslund skov ved en bæk der løber ned i Lyngbygård Å.
Den lå der endnu i 1906, og i 1941 fandtes stadig spor. 

### Wedelslund Nedre Mølle
Lå ved samme bæk, sydligere i skoven. Først omtalt i 1664 som Siellou mølle. Blev nedrevet omkring 1920.